# Оболенський Олександр Миколайович

Із дружиною Саломією

Олекса́ндр Микола́йович Оболе́нський (рос. Александр Николаевич Оболенский; 24 лютого 1872, Санкт-Петербург — 14 лютого 1924, Париж) — російський князь (31-е коліно від Рюрика), державний діяч. Генерал-майор (1914), камергер (1912), дійсний статський радник (1913).

## Біографія
Син Миколи Миколайовича Оболенського (1833—1898), який був командиром лейб-гвардії Преображенського полку (1876), генерал-майором почту Його Величності (1878). Олександр мав брата Володимира, сестер Марію та Єлизавету.
1891 року закінчив Пажеський корпус. Випущений в лейб-гвардії Преображенський полк. 1906 року — командир 1-го батальйону полку. Оболенського виключили з гвардії за заворушення в батальйоні.
Від 1907 року служив по Міністерству внутрішніх справ. Від 1908 року — костромський віце-губернатор, у 1910—1914 роках — рязанський губернатор.
Від 2 липня 1914 року до листопада 1916 року — петроградський градоначальник. У цей період Санкт-Петербург перейменовано в Петроград (1914).
Після революції 1917 року учасник Білого руху в складі Північно-Західної армії. В еміграції у Франції. Помер у Парижі.

## Сім'я
Був одружений з княжною Саломією (1878—1961), донькою останнього князя Мегрелії Миколи Дадіані.
Діти: Ніна, Микола, Саломія, Олександр.